# Bar (grad)
Bar (na crnogor. ćiril. Бар, talijanski: Antivari; albanski: Tivari; grčki: Thivarion) je najveći grad, općina i luka na Crnogorskom primorju, u Crnoj Gori.

## Zemljopis
Područje barske općine nalazi se na jugu Crne Gore, između Jadranskog mora i Skadarskog jezera, predstavlja dio povijesne regije Dalmacije, uokvireno je budvanskom, cetinjskom i ulcinjskom općinom, dok je sam grad Bar na 42" 6' zemljopisne širine i 19" 6' zemljopisne dužine, uz nadmorsku visinu od četiri metra. Barsko kopneno područje ima površinu od 506 km2, a s pripadajućom vodenom površinom Skadarskog jezera od 128 km2 (od albanske granice do Poseljana) zauzima ukupan prostor od 633 km2. Bar je od Otrantskih vrata udaljen samo 180 km zračne linije, a pošto je preko Otrantskog zaljeva povezan sa srednjim i istočnim Mediteranom i lukama svih kontinenata, ima kraće i neposrednije veze sa svim pristaništima na obalama Sredozemnog mora, u odnosu na bilo koju luku na istočnoj obali Jadrana. U Baru dvije rijeke utječu u Jadransko more: Željeznica i Rikavac.
Najviša točka općine je vrh planine Rumije, na nadmorskoj visini od 1593 m. Tu su još planina Lisinj i uz more brdo Volujica, a zapadnije od Bara je planina Sutorman. Plaža Crvena stijena je atraktivnog izgleda, ali je zbog svoje nepristupačnosti slabije posjećena i manje poznata.
Barska općina ima 83 naselja i oko 50.000 stanovnika. Podijeljena je u dvanaest mjesnih zajednica. Bar je poznat po multietničnosti. Njegovo bogatstvo čini 25 nacionalnosti koje naseljavaju ovaj prostor.
Bar ima prosječno 270 sunčanih dana tijekom godine i spada među najsunčanija mjesta južne Europe. Klimu obilježavaju duga i topla ljeta, a srednja godišnja temperatura iznosi 15,5 °C, u srpnju 23 °C, a siječnju 10 °C.
Bar se nalazi na samo 75 km od glavnog grada Crne Gore, Podgorice, a na udaljenosti od po 70 km, nalaze se dvije zračne luke – Podgorica i Tivat.
Bar je veza Crne Gore sa svijetom, jer je granična općina, koja je Jadranskim morem vezana s Italijom.

## Stanovništvo
Po posljednjem službenom popisu stanovništva iz 2003. godine, općina Bar imala je 40.037 stanovnika, raspoređenih u 83 naseljena mjesta.
Nacionalni sastav:
- Crnogorci – 18.919 (47,25 %)
- Srbi – 11.084 (27,68 %)
- Albanci – 3046 (7,60 %)
- Muslimani – 2575 (6,43 %)
- Bošnjaci – 919 (2,29 %)
- Hrvati – 259 (0,64 %)
- nacionalno neopredijeljeni – 1584 (3,95 %)
- ostali – 1651 (4,16 %)

Vjerski sastav:
- pravoslavni – 23.855 (59,58 %)
- muslimani – 11.036 (27,56 %)
- katolici – 3101 (7,74 %)
- ostali – 192 – (0,47 %)
- neopredijeljeni – 789 (1,97 %)
- nisu vjernici – 417 (1,04 %)
- nepoznato – 647 (1,64 %)

## Naseljena mjesta
Arbnež, 
Bar, 
Bartula, 
Besa, 
Bjeliši, 
Bobovište, 
Boljevići, 
Braćeni, 
Brca, 
Brijege, 
Bukovik, 
Burtaiši, 
Ckla, 
Čeluga,
Dabezići, 
Dedići, 
Dobra Voda, 
Donja Briska, 
Donji Brčeli, 
Donji Murići, 
Dračevica, 
Dupilo, 
Đenđinovići, 
Đuravci, 
Đurmani, 
Gluhi Do, 
Godinje, 
Gornja Briska, 
Gornji Brčeli, 
Gornji Murići, 
Grdovići, 
Gurza, 
Karanikići, 
Komarno, 
Koštanjica, 
Krnjice, 
Kruševica, 
Kunje, 
Livari, 
Limljani, 
Lukići, 
Mala Gorana, 
Mali Mikulići, 
Mali Ostros, 
Marstijepovići, 
Martići, 
Mačuge, 
Miljevci, 
Mišići, 
Ovtočići, 
Orahovo, 
Papani, 
Pelinkovići, 
Pečurice, 
Pinčići, 
Podi, 
Polje, 
Popratnica, 
Seoca, 
Sozina, 
Sotonići, 
Stari Bar, 
Sustaš, 
Sutomore, 
Šušanj,
Tejani, 
Tomba, 
Tomići, 
Trnovo, 
Tuđemili, 
Turčini,
Utrg, 
Velembusi, 
Veliki Mikulići, 
Veliki Ostros, 
Velja Gorana, 
Velje Selo, 
Virpazar, 
Zagrađe, 
Zaljevo, 
Zankovići, 
Zgrade i
Zupci.

## Nacionalni sastav po naseljenim mjestima
- Arbnež – uk. 399, Albanci – 399
- Bar – uk. 13.719, Crnogorci – 6740, Srbi – 4956, neopredijeljeni – 761, Muslimani – 239, Bošnjaci – 204, Albanci – 133, Hrvati – 126, ostali – 560
- Bartula – uk. 355, Crnogorci – 245, Albanci – 54, Srbi – 28, neopredijeljeni – 17, Bošnjaci – 7, ostali – 4
- Besa – uk. 67, Albanci – 66, ostali – 1
- Bjeliši – uk. 1042, Crnogorci – 426, Srbi – 420, neopredijeljeni – 52, Muslimani – 41, Bošnjaci – 32, Albanci – 6, Hrvati – 2, ostali – 63
- Bobovište – uk. 230, Albanci – 230
- Boljevići – uk. 204, Crnogorci – 114, Srbi – 76, neopredijeljeni – 10, Hrvati – 1, ostali – 3
- Braćeni – uk. 19, Srbi – 11, Crnogorci – 8
- Brijege – uk. 6, Crnogorci – 6
- Brca – uk. 214, Srbi – 106, Crnogorci – 95, neopredijeljeni – 8, Hrvati – 1, ostali – 4
- Bukovik – uk. 90, Crnogorci – 75, Srbi – 14, Albanci – 1
- Burtaiši – uk. 3013, Crnogorci – 1419, Srbi – 1002, Muslimani – 166, Bošnjaci – 133, neopredijeljeni – 126, Albanci – 73, Hrvati – 16, ostali – 78
- Velembusi – uk. 884, Crnogorci – 424, Srbi – 207, Muslimani – 160, Albanci – 27, neopredijeljeni – 17, Bošnjaci – 12, Hrvati – 2, ostali – 35
- Veliki Mikulići – uk. 0 (nema stanovnika)
- Veliki Ostros – uk. 416, Albanci – 413, ostali – 3
- Velja Gorana – uk. 386, Muslimani – 226, Crnogorci – 126, neopredijeljeni – 14, Albanci – 11, Bošnjaci – 1, ostali – 8
- Velje Selo – uk. 271, Muslimani – 211, Crnogorci – 54, neopredijeljeni – 2, ostali – 4
- Virpazar – uk. 337, Crnogorci – 208, Srbi – 106, Albanci – 10, neopredijeljeni – 3, Hrvati – 1, ostali – 9
- Gluhi Do – uk. 176, Crnogorci – 109, Srbi – 37, Bošnjaci – 9, neopredijeljeni – 4, Muslimani – 2, Hrvati – 1, ostali – 14
- Godinje – uk. 60, Crnogorci – 45, Srbi – 12, neopredijeljeni – 3
- Gornja Briska – uk. 20, Albanci – 14, Crnogorci – 6
- Gornji Brčeli – uk. 40, Crnogorci – 33, Srbi – 7
- Gornji Murići – uk. 25, Albanci – 25
- Grdovići – uk. 188, Crnogorci – 93, Muslimani – 83, Srbi – 5, neopredijeljeni – 3, Bošnjaci – 2, Hrvati – 1, ostali – 1
- Gurza – uk. 0 (nema stanovnika)
- Dabezići – uk. 146, Crnogorci – 93, Muslimani – 41, ostali – 12
- Dedići – uk. 3, Crnogorci – 3
- Dobra Voda – uk. 995, Crnogorci – 591, Muslimani – 168, Srbi – 87, Bošnjaci – 78, Albanci – 12, Hrvati – 4, neopredijeljeni – 2, ostali – 53
- Donja Briska – uk. 46, Albanci – 37, neopredijeljeni – 9
- Donji Brčeli – uk. 37, Crnogorci – 32, Srbi – 4, neopredijeljeni – 1,
- Donji Murići – uk. 125, Albanci – 111, neopredijeljeni – 14
- Dračevica – uk. 8, Srbi – 5, Crnogorci – 1, ostali – 2
- Dupilo – uk. 64, Crnogorci – 56, Srbi – 7, neopredijeljeni – 1
- Đenđinovići – uk. 268, Srbi – 129, Crnogorci – 101, neopredijeljeni – 21, Hrvati – 3, ostali – 14
- Đuravci – uk. 11, Crnogorci – 11
- Đurmani – uk. 210, Srbi – 99, Crnogorci – 78, neopredijeljeni – 26, ostali – 7
- Zagrađe – uk. 192, Crnogorci – 90, Srbi – 81, neopredijeljeni – 10, Muslimani – 4, ostali – 7
- Zaljevo – uk. 648, Crnogorci – 441, Albanci – 78, Muslimani – 44, Bošnjaci – 23, Srbi – 12, Hrvati – 8, ostali – 42
- Zankovići – uk. 249, Crnogorci – 115, Srbi – 105, neopredijeljeni – 17, Hrvati – 6, Albanci – 3, ostali – 3
- Zgrade – uk. 518, Srbi – 277, Crnogorci – 192, neopredijeljeni – 13, Hrvati – 8, Bošnjaci – 4, Muslimani – 4, Albanci – 1, ostali – 19
- Zupci – uk. 145, Crnogorci – 117, Srbi – 16, neopredijeljeni – 5, Hrvati – 4, Albanci – 1, ostali – 2
- Karanikići – uk. 5, Crnogorci – 5
- Komarno – uk. 26, Crnogorci – 23, Srbi – 3
- Koštanjica – uk. 216, Albanci – 216
- Krnjice – uk. 26, Crnogorci – 15, Srbi – 10, neopredijeljeni – 1
- Kruševica – uk. 1, Crnogorci – 1
- Kunje – uk. 469, Crnogorci – 318, Srbi – 80, Muslimani – 20, Bošnjaci – 13, neopredijeljeni – 10, Hrvati – 3, ostali – 25
- Livari – uk. 94, Crnogorci – 59, neopredijeljeni – 18, Albanci – 16, Srbi – 1
- Limljani – uk. 133, Crnogorci – 81, Srbi – 38, neopredijeljeni – 11, Bošnjaci – 1, ostali – 2
- Lukići – uk. 0 (nema stanovnika)
- Mala Gorana – uk. 137, Crnogorci – 113, Muslimani – 12, Albanci – 2, ostali – 10
- Mali Mikulići – uk. 2, Crnogorci – 2
- Mali Ostros – uk. 148, Albanci – 148
- Marstijepovići – uk. 0 (nema stanovnika)
- Martići – uk. 357, Albanci – 354, neopredijeljeni – 1, ostali – 2
- Mačuge – uk. 6, Crnogorci – 6
- Miljevci – uk. 351, Srbi – 191, Crnogorci – 114, neopredijeljeni – 28, Muslimani – 9, Albanci – 1, Hrvati – 1, ostali – 7
- Mišići – uk. 253, Srbi – 128, Crnogorci – 111, Hrvati – 1, ostali – 13
- Ovtočići – uk. 57, Crnogorci – 53, Srbi – 3, ostali – 1
- Orahovo – uk. 66, Crnogorci – 44, Srbi – 20, Muslimani – 1, neopredijeljeni – 1
- Papani – uk. 126, Srbi – 53, Crnogorci – 47, Muslimani – 11, Hrvati – 1, neopredijeljeni – 1, ostali – 13
- Pelinkovići – uk. 151, Crnogorci – 65, Muslimani – 57, Albanci – 29
- Pečurice – uk. 466, Crnogorci – 139, Muslimani – 136, Srbi – 92, Bošnjaci – 48, Albanci – 12, neopredijeljeni – 4, Hrvati – 1, ostali – 34
- Pinčići – uk. 18, Albanci – 10, neopredijeljeni – 5, Crnogorci – 3
- Podi – uk. 156, Crnogorci – 114, Albanci – 17, neopredijeljeni – 12, Bošnjaci – 6, Muslimani – 6, ostali – 1
- Polje – uk. 1529, Crnogorci – 815, Srbi – 350, Muslimani – 81, Albanci – 45, Bošnjaci – 32, neopredijeljeni – 16, Hrvati – 7, ostali – 183
- Popratnica – uk. 9, Crnogorci – 9
- Seoca – uk. 31, Crnogorci – 31
- Sozina – uk. 6, Crnogorci – 4, Muslimani – 1, Srbi – 1
- Sotonići – uk. 112, Crnogorci – 95, Srbi – 12, Hrvati – 2, ostali – 3
- Stari Bar – uk. 1864, Crnogorci – 729, Muslimani – 510, Srbi – 221, Albanci – 101, Bošnjaci – 101, neopredijeljeni – 77, Hrvati – 6, ostali – 119
- Sustaš – uk. 434, Crnogorci – 274, Srbi – 91, Muslimani – 25, Bošnjaci – 21, neopredijeljeni – 13, Albanci – 8, ostali – 2
- Sutomore – uk. 1827, Srbi – 848, Crnogorci – 769, neopredijeljeni – 88, Muslimani – 34, Hrvati – 15, Albanci – 6, Bošnjaci – 4, ostali – 63
- Tejani – uk. 93, Albanci – 93
- Tomba – uk. 1087, Crnogorci – 709, Srbi – 106, Albanci – 75, Muslimani – 56, neopredijeljeni – 43, Bošnjaci – 18, Hrvati – 13, ostali – 67
- Tomići – uk. 20, Crnogorci – 19, Srbi – 1
- Trnovo – uk. 18, Crnogorci – 17, Srbi – 1
- Tuđemili – uk. 154, Crnogorci – 128, Srbi – 17, Albanci – 3, Bošnjaci – 3, neopredijeljeni – 3
- Turčini – uk. 6, Muslimani – 4, Crnogorci – 2
- Utrg – uk. 37, Crnogorci – 33, Srbi – 3, Hrvati – 1
- Ckla – uk. 104, Albanci – 103, ostali – 1
- Čeluga – uk. 1404, Crnogorci – 709, Srbi – 194, Muslimani – 188, Bošnjaci – 101, Albanci – 86, neopredijeljeni – 14, Hrvati – 10, ostali – 102
- Šušanj – uk. 2212, Crnogorci – 1116, Srbi – 811, neopredijeljeni – 99, Bošnjaci – 66, Muslimani – 35, Albanci – 16, Hrvati – 14, ostali – 55

## Jezici
- srpski – 24.138 (60,28 %)
- crnogorski – 10.235 (25,56 %)
- albanski – 3505 (8,75 %)
- bošnjački – 286 (0,71 %)
- hrvatski – 161 (0,40 %)
- bosanski – 110 (0,27 %)
- ostali i nepoznato – 1602 (4,03 %)

## Povijest
- Barski epitafi
- Bitka kod Bara
- Barska nadbiskupija

## Poznate osobe
- Milo Jovović, srpski pjesnik
- Nikola Dobrečić, nadbiksup barski i primas Srbije
- Filip Dobrečić, srpski diplomata
- Danica Krstajić, tenisačica
- Nina Vukčević, slikarica

## Spomenici i znamenitosti
Pet kilometara istočno od suvremene luke Bar nalazi se obzidani i ruševni drevni Stari Bar, nekadašnje mitsko primorsko središte balkanskih Slavena. Na toj uzvisini udaljenoj 3,5 km od mora bila je prvotno ilirska gradina i to još u 9. st. pr. Kr. Stari grad Bar na brdu narodna pjesma naziva bijelim, turačkim, pitomim ili malim. Kao čvrsto i obzidano srednjovjekovno naselje sagradio ga je bizantski car Justinijan u 6. stoljeću. Kasnije u doba države Nemanjića, katolički Bar (od 1089. središte nadbiskupije) ima autonomiju, statut i grb. Kuje vlastiti brončani novac na kojem je pisalo d'Antivar i na kojem je bio prikazan gradski zaštitnik sveti Juraj sa zmajem. U doba mletačke vlasti od 1441. do 1571. Bar kuje domaći novac s oznakom svetoga Marka (folar, polufolar i bagatin).
Od spomenika u Starom Baru mnogi su sačuvani samo u tragovima, ali i takvi svjedoče o nekoć prosperitetnom trgovačkom središtu, te o gradu koji je među rijetkim slavenskim naseljima na jugu Jadrana zadržao dugotrajnu autonomiju i različitost od okoliša. Začudno dobro sačuvana je tvrđava iz 11. st., dok je od romaničke Crkve sv. Jurja ostao samo temelj. Odmah kraj nje, a donekle i na njenim temeljima, za turske vlasti u 17. st. sagrađena je mošeja koju je 1882. razorila eksplozija dinamita. U gradu je i ilirski bunar golemih razmjera te crkve posvećene sv. Petki i sv. Katarini iz 14. stoljeća. Znamenito je tursko kupalište, sagrađeno na nekadašnjoj venecijanskoj palači, opskrbljeno neobičnim sustavom parnih grijača. U gradu se, što je posve prirodno jer je u imenu obilježen gradom Barijem, nalazi i mornarska crkvica sv. Nikole kojemu je grob upravo u Bariju i gdje je on gradski patron. Ta crkva nekoć je bila dio franjevačkog samostana i u njoj ima ostataka drevnih fresaka. U obližnjem lučkom Baru nalazi se jedna trokutasta crkva, što je prava rijetkost, a zbog toga je nazvana trikonhos. Cijeli prostor oko starog i suvremenog Bara okružen je toponimima koji su svojevrsna slovnica starih jezika, njihovo značajno arheološko nalazište. Npr. brdo Mukoval koje zapravo znači Monte Cavallo ili Kobilje brdo. Na vrhu brda Rumije u blizini grada je pravoslavna Crkva Svetog Trojstva postavljena 2005. godine, a u podnožju Rumije je od 2009. rusko-srpski pravoslavni samostan Svetog Sergeja Radonežskog.

## Kultura
U ljetnom periodu se održava manifestaija Barski ljetopis. 2019. godine se održava 32. Barski ljetopis. Pored kazališnih predstava iz regiona u programu su i brojne izložbe, promocije knjiga, stari filmski hitovi, folklorni, glazbeni i drugi kulturni sadržaji. Srpska pravoslavna crkva u porti (dvorištu) katedrale Svetog Ivana Vladimira u kolovozu održava kulturno-vjersku manifestaciju pod nazivom Trg od ćirilice. Održavaju se duhovne večeri u spomen na razne duhovnike, povijesno-političke teme, promocije knjiga, dokumentarni filmovi, folklorni nastupi, koncerti... Ostale kulturne manifeatacije su: Novogodišnja noć (siječanj), Svetosavska akademija (siječanj), Festival Teatar Čedo Dragović (svibanj), Vidovdansko veče (lipanj), Ljeto sa zvijezdama (srpanj i kolovoz), Crvene košulje-sjećanje na strijeljane u NOR-u (srpanj), Hodočašće u slavu Stare masline (srpanj), Koštanijada (listopad), Međunarodni TV Festival (zadnji tjedan listopada), Festival: Susreti pod Starom maslinom (studeni), Maslinijada (prosinac) i Dani vina i ukljeve (prosinjac i siječanj).

## Šport
- U Baru se veljače 2019. održalo 13. europsko prvenstvo katoličkih svećenika u malom nogometu.
- FK Mornar Bar
- FK Partizan Bar
- FK Sloga Stari Bar
- KK Mornar Bar

## Vanjske poveznice
- Općina Bar